# Verbandsgemeinde Kandel
La comunità amministrativa di Kandel (Verbandsgemeinde Kandel) si trova nel circondario di Germersheim nella Renania-Palatinato, in Germania.

## Comuni
Fanno parte della comunità amministrativa i seguenti comuni:
| Comune, città           | Sup. (km²) | Abitanti |
| ----------------------- | ---------- | -------- |
| Erlenbach bei Kandel    | 5,47       | 726      |
| Freckenfeld             | 11,13      | 1 558    |
| Kandel, città           | 26,64      | 9 017    |
| Minfeld                 | 8,41       | 1 668    |
| Steinweiler             | 11,88      | 1 963    |
| Vollmersweiler          | 2,18       | 212      |
| Winden                  | 3,21       | 1 082    |
| Verbandsgemeinde Kandel | 68,92      | 16 226   |

(Abitanti al 31 dicembre 2021)